# Amphilochos (Sohn des Amphiaraos)
Amphilochos (altgriechisch Ἀμφίλοχος Amphílochos), der Sohn des Amphiaraos und der Eriphyle, war wie sein Vater und sein älterer Bruder Alkmaion, ein berühmter Seher. Nach dem Tod seines Vaters wurde er König von Argos.

## Mythos

### Zug der Epigonen
Sein Vater zog, obwohl er seinen Tod voraussah, mit Adrastos in den Krieg gegen Theben, weil er von Eriphyle dazu verpflichtet wurde. Deshalb bat er seine beiden Söhne, sie zu töten und Theben mit Krieg zu überziehen, wenn sie alt genug wären. Theben blieb unerobert und Amphiaraos starb.
Zehn Jahre später zogen die Söhne der gefallenen Feldherren, die sogenannten Epigonen, darunter auch die beiden Brüder Amphilochos und Alkmaion, gegen Theben. Diesmal fiel die Stadt. Alkmaion tötete seine Mutter. Ob Amphilochos hierbei beteiligt war oder nicht, wird nicht übereinstimmend berichtet.

### Trojanischer Krieg
Als Freier der Helena hatte er gelobt diese zu beschützen und so war er verpflichtet am Trojanischen Krieg teilzunehmen. Die Bibliotheke des Apollodor berichtet, dass er erst später eingetroffen sei.

### Weg nach Kilikien
Der Seher Mopsos führte Amphilochos und seine Gefährten Kalchas, Leonteus, Podaleirios und Polypoites zu Fuß nach Kolophon zum Tempel des Apollon. Es kam zu einem Wettstreit zwischen Mopsos und Kalchas. Kalchas unterlag und starb. Auf der Weiterfahrt mit dem Schiff wurden sie von einem Unwetter nach Mallos in Kilikien verschlagen.
Amphilochos segelte nun in seine Heimat nach Argos. Da es ihm hier aber nicht mehr gefiel, kehrte er zurück nach Mallos. Mopsos hatte hier bereits die Herrschaft übernommen, so kam es zu einer Auseinandersetzung zwischen ihnen, bei der sie beide starben. Sie wurden beim Berg Margasa begraben.
Nach anderer Überlieferung segelte er von Argos nach Akarnanien und gründete die Stadt Argos Amphilochikon, dies wird jedoch auch seinem Neffen Amphilochos zugeschrieben. Eine weitere Fassung lässt ihn zur Iberische Halbinsel gelangen und die Stadt Amphilochi gründen und auch dort sterben.

## Kult
Er wurde an vielen Orten verehrt. So gab es in Mallos in Kilikien ein nach ihm benanntes Orakel. In Oropos wurde er zusammen mit seinem Vater verehrt. In Athen gab es einen Altar und in Sparta ein Heroon für Amphilochos.